# Basilio Ndong
Pour les articles homonymes, voir Ndong.
Basilio Ndong, né le 17 janvier 1999 à Mbini, est un footballeur international équatoguinéen. Il joue au poste d'arrière gauche à l'IK Start.

## Biographie

### En club
Le 30 janvier 2018, il signe avec le KF Shkupi. En septembre 2021, il est prêté par le KVC Westerlo à l'IK Start. En novembre 2021, il s'engage avec le club norvégien jusqu'au 30 juin 2024.

### En sélection
Il joue son premier match en équipe de Guinée équatoriale le 4 septembre 2016, contre le Soudan du Sud. Ce match gagné sur le large score de 4-0 rentre dans le cadre des éliminatoires de la Coupe d'Afrique des nations 2017.
En début d'année 2018, il participe au championnat d'Afrique des nations organisé au Maroc. Il joue trois matchs lors de ce tournoi, avec pour résultats trois défaites.
En début d'année 2022, il est retenu par le sélectionneur Juan Micha afin de participer à la Coupe d'Afrique des nations 2021 organisée au Cameroun. Lors de cette compétition, il officie comme titulaire indiscutable et prend part à l'intégralité des matchs de son équipe. La Guinée équatoriale s'incline en quart de finale face au Sénégal. En décembre 2023, il est retenu dans la liste des vingt-sept joueurs équatoguinéens sélectionnés pour disputer la Coupe d'Afrique des nations 2023.